# استقرای ترامتناهی
استقرای ترامتناهی (به انگلیسی: transfinite induction) یک تعمیم استقرای ریاضی به مجموعه‌های خوش ترتیب، به عنوان مثال برای مجموعه ای از اعداد ترتیبی (عدد ترتیبی یا اردینال) یا اعداد کاردینالی (عدد اصلی یا کاردینال) است.

(P(α را به عنوان یک ویژگی تعریف شده برای همهٔ اعداد ترتیبی α در نظر بگیرید. فرض کنید که هر گاه (P(β برای همهٔ β <α‌ها درست باشد، پس (P(α نیز درست است (از جمله درست بودن (P(0 نشان می‌دهد که (P(α برای همهٔ α‌ها درست است) پس استقرای ترامتناهی به ما می‌گوید که P برای همه اعداد ترتیبی درست است.

در نتیجه داریم، اگر (P(α برای همه β <α‌ها درست باشد، پس (P(α برای همه α‌ها درست است. یا عملاً بیشتر: به منظور اثبات یک ویژگی P برای همه اعداد ترتیبی α، می‌توان فرض کرد که در حال حاضر P برای همه β <α‌ها درست باشد.

معمولاً اثبات به سه حالت تقسیم می‌شود:

حالت صفر: ثابت کنیم که (P(۰ درست است.

حالت تالی (به انگلیسی: successor): ثابت کنیم که برای هر عدد ترتیبی تالی (P(α + ۱) ،(α + ۱ (و در صورت لزوم، (P(β برای همه β <α‌ها) نتیجه می‌شود.

حالت حدی (به انگلیسی: limit): ثابت کنیم که برای هر اوردینال حدی P(λ)، λ از (P(β برای همه β <λ نتیجه می‌شود.

توجه کنید که هر سه مورد مشابه‌اند به جز در نوع اردینالی که در نظر گرفته شده‌است. آن‌ها به‌طور رسمی نیاز ندارند که به‌طور جداگانه در نظر گرفته شوند، اما در عمل اثبات معمولاً خیلی متفاوت تر از آنند که به ارائه جداگانه نیاز نداشته باشند. صفر، گاهی به عنوان یک اوردینال حدی در نظر گرفته می‌شود و ممکن است گاهی در اثبات‌ها مانند اردینال‌های حدی با آن برخورد شود.

## روابط بازگشتی ترامتناهی
روابط بازگشتی ترامتناهی (به انگلیسی: transfinite recursion) شبیه به استقرای ترامتناهی است. با این حال، به جای اثبات این که چیزی برای همه اعداد ترتیبی صحیح است، ما دنباله ای از اشیاء، یکی برای هر اوردینال، می‌سازیم.

به عنوان مثال، یک پایه از فضای برداری (احتمالاً بی‌نهایت بُعدی) را می‌توان با انتخاب یک بردار v0 و با انتخاب یک بردار برای هر اوردینال α که در فضای بردارهای تولید شده توسط {vβ | β <α} نیست، ساخت. این فرایند زمانی که هیچ برداری نتواند انتخاب شود متوقف می‌شود.

به بیان رسمی‌تر، می‌توانیم قضیه روابط بازگشتی ترامتناهی را به‌طور زیر شرح دهیم:

قضیه روابط بازگشتی ترامتناهی (نسخه ۱). برای یک تابع کلاسی داده شده G: V → V (که در آن V کلاس همه مجموعه هاست)، یک دنباله ترامتناهی منحصر به فرد F: Ord → V (که در آن Ord کلاس همه اعداد ترتیبیست) وجود دارد به طوری که
(F(α) = G(F⌠α برای همه اعداد ترتیبی α؛ که ⌠ نشان دهنده تحدید دامنه F به اعداد ترتیبی کوچکتر از α است.
مانند حالت استقرا، ممکن است ما انواع مختلف اردینال‌ها را به‌طور جداگانه در نظر بگیریم:

نسخه دیگری از روابط بازگشتی ترامتناهی به شرح زیر است:

قضیه روابط بازگشتی ترامتناهی (نسخه ۲). برای مجموعهٔ داده شدهٔ g۱ و توابع کلاسی G۲ و G۳، یک تابع منحصر به فرد F: Ord → V وجود دارد به طوری که

F(۰) = g۱،

((F(α + ۱) = G۲ (F(α، برای هر α ∈ Ord،

(F(λ) = G3 (F ⌠ λ، برای تمام اعداد حدی λ ≠۰.

توجه داشته باشید که لازم است دامنه‌های G۲ ،G۳ به اندازه کافی گسترده باشند تا خواص فوق معنی دار شوند. منحصر به فرد بودن این دنباله که موجب صحت این خواص می‌شود از طریق استقرای ترامتناهی به اثبات می‌رسد.

به‌طور کلی، می‌توان هر چیزی را توسط روابط بازگشتی ترامتناهی در هر رابطه خوش بنیان R تعریف کرد. (R نیاز نیست که حتماً یک مجموعه باشد. می‌تواند یک کلاس سره باشد، به شرط آن که یک رابطه «مجموعه مانند» باشد که برای هر x، مجموعهٔ تمام yهایی که x R y باید یک مجموعه باشد)

## روابط اصل موضوع انتخاب
اثبات‌ها یا ساختارهایی که از استقرا و روابط بازگشتی استفاده می‌کنند، اغلب از اصل موضوع انتخاب (به انگلیسی: axiom of choice) برای تولید یک رابطه خوش ترتیب که می‌تواند با استقرای ترامتناهی بدست آید، استفاده می‌کنند. با این حال، اگر رابطه گفته شده در صورت سؤال در حال حاضر خوش ترتیب باشد، می‌توان اغلب از استقرای ترامتناهی بدون توسل به اصل موضوعی انتخاب استفاده کرد. به عنوان مثال، نتایج بسیاری در مورد مجموعه بورل با استقرای ترامتناهی روی رتبه ترتیبی مجموعه ثابت شده‌است. این رتبه‌ها در همان ابتدا خوش ترتیب هستند، پس اصل موضوعی انتخاب برای خوش ترتیب کردن آن‌ها مورد نیاز نیست.

ساختار زیر از مجموعه ویتالی یکی از راه‌هایی که اصل موضوعی انتخاب را می‌توان در اثبات از طریق استقرای ترامتناهی بکار برد، نشان می‌دهد:

اول، اعداد حقیقی را خوش ترتیب کنید (این‌جایی است که در آن اصل موضوعی انتخاب از طریق قضیه خوش ترتیبی وارد می‌شود)، دنباله < rα | α ˂ β> را، که در آن β اوردینال است با کاردینالیتی پیوستار در نظر بگیرید. R۰ را برابر V۰ قرار دهید. سپس اجازه دهید که V۱ برابر rα۱ باشد، که در آن α۱ حداقل به طوری است که rα۱ –v۰ یک عدد گویا نباشد. به همین شیوه ادامه دهید. در هر مرحله از حداقل مقدار حقیقی دنباله R استفاده کنید که تفاوت منطقی با هیچ‌یک از عناصر تا کنون در دنباله V ساخته شده ندارد. تا زمانی که همه اعداد حقیقی دنباله R تمام شوند ادامه دهید. دنباله نهایی V مجموعه ویتالی بشمار می‌آید.

استدلال بالا از اصل موضوع انتخاب به نحوی اساسی در همان ابتدا، به منظور خوش ترتیب کردن اعداد حقیقی استفاده کرد. پس از این مرحله، اصل موضوع انتخاب دوباره استفاده نمی‌شود.

سایر کاربردهای اصل موضوع انتخاب به نسبت ماهرانه تر می‌باشند. به عنوان مثال، یک ساختار ساخته شده توسط روابط بازگشتی ترامتناهی اغلب یک ارزش منحصر به فرد برای Aα + ۱ مشخص نمی‌کند، اما شرایطی که Aα + ۱ باید برآورده سازد را مشخص خواهد کرد و استدلال می‌کند که حداقل یک مجموعه با این شرایط وجود دارد. اگر ممکن نباشد که یک مثال خاص از چنین مجموعه ای در هر مرحله تعریف کنیم، پس ممکن است استناد (به نوعی از) اصل موضوع انتخاب جهت انتخاب یک مورد از این مجموعه‌ها در هر مرحله ضروری باشد. برای استقراها و روابط بازگشتی با طول قابل شمارش، اصل ضعیف تر موضوعی انتخاب کافی است؛ زیرا آنجا مدل‌های نظریه مجموعه‌های زرملو فرانکل که مورد علاقه نظریه پردازان است و اصل موضوع انتخاب وابسته را برآورده می‌سازد نه اصل موضوع انتخاب کامل را، وجود دارد. اطلاع از اینکه یک اثبات خاص تنها نیاز به انتخاب وابسته دارد می‌تواند مفید باشد.